# Thommy Andersson
Thommy Andersson (* 1973 in Örebro) ist ein schwedischer Jazzmusiker (Kontrabass, auch Cello, Komposition).

## Leben und Wirken
Andersson ist seit 1992 als professioneller Musiker tätig; er arbeitete von 1992 bis 1994 in Spanien. 1995 zog er nach Dänemark, wo er zunächst bis 1999 sein Studium am Rytmisk Musikkonservatorium absolvierte.
Anderson, der immer noch in Dänemark lebt, leitet die Gruppen Thommy Andersson Wood Blood Ensemble und Near the Pond und hat sechs Alben unter eigenem Namen veröffentlicht. Er hat sich mit einem warmen persönlichen Spielstil (ähnlich dem der schwedischen Volksmusiktradition) etabliert. International bekannt wurde Andersson als Mitglied von Pierre Dørges New Jungle Orchestra, mit dem er mehrfach auf Tournee war. Weiterhin gehört er zu Josefine Cronholms ́Ember, dem Lelo Nika Trio/Septet, Lars Bech Pilgaards Slowburn, Makiko Hirabayashi Weavers, SCRAMp und dem Universal Language Quartet.
Anderson hat auf mehr als 250 Platten als Musiker, Komponist, Arrangeur und/oder Produzent mitgewirkt. Er trat mit Musikern wie Yusef Lateef, Kenny Werner, Daniel Humair, Palle Mikkelborg, Adam Nussbaum, Jonathan Blake, Randy Brecker, Café da Silva, Jerry Bergonzi, David Kikoski, Chris Cheek, Manolo Badrena, Ray Anderson, Herb Robertson, Ben Monder, Raoul Björkenheim, Joakim Milder, Rune Gustafsson und Daniel Sommer auf. Auch ist er auf Produktionen mit  Acoustic Sense, Benjamin Koppel New Nordic Quartet, Ibis, Mary, dem Paolo Russo Trio, Pilpel, Storälven und The Dynamite Vikings zu hören.
Andersson schreibt auch Kompositionen für Jazz- und klassische Ensembles, arbeitet als Arrangeur und lehrt außerdem als außerordentlicher Professor für Bass, Zusammenspiel und Komposition am Süddänischen Musikkonservatorium.

## Diskographische Hinweise
- Benjamin Koppel, Paul Bley, Thommy Andersson, Marilyn Mazur, Peter Nilsson: Contemplation (Cowbell Music 2006)
- Pending Dialogues (A Records 2009, mit Lelo Nika, Josefine Cronholm, Niklas Sivelöv, Paolo Russo, Lilja Crna)
- Josefine Cronholm, Kirk Knuffke, Thommy Andersson: Near the Pond (Stunt Records 2021, mit Kenny Wollesen sowie Streichertrio)[2]
- Wood Circles (Unit Records 2021, mit Gunnar Halle, Jacob Munk, Anders Banke, Henrik Lindstrand, Bent Clausen, Josefine Cronholm)[3]
- Per Møllehøj, Kirk Knuffke, Thommy Andersson: 'S Wonderful (Stunt Records 2022)[4]
- Near The Pond: Wild Geese (Stunt Records 2025, mit Josefine Cronholm, Kirk Knuffke, Bent Clausen)